# Sohan
Sohan és un riu del Pakistan als districtes de Rawalpindi i Jhelum.
Neix a les muntanyes Murree (Marri o Murri) i baixa per unes calls fondes durant uns 15 km arribant a la plana prop de la fortalesa de Ghakkar, a Pharwala. Des d'aquí agafa direcció sud-oest fins a arribar a l'Indus a uns 15 km sota Mokhad. Rep nombrosos torrents pels dos costats.